# Бечвая Кирило Георгійович
Кирило Георгійович Бечвая (1903, село Діді Чконі Сенацького повіту Кутаїської губернії, тепер Мартвильський муніципалітет, Грузія — травень 1974, тепер Грузія) — радянський партійний діяч, 1-й секретар Абхазького і Аджарського обкомів КП(б) Грузії. Депутат Верховної Ради СРСР 1—3-го скликань (1937—1952).

## Біографія
Народився в родині селянина-бідняка. З липня 1919 по вересень 1920 року — селянин у своєму господарстві в селі Діді-Чконі Кутаїської губернії. У 1920 році закінчив Сухумське вище початкове училище.
У вересні 1920 — червні 1924 року — студент педагогічного технікуму в Сухумі. У 1921 році вступив до комсомолу.
З червня 1924 по травень 1925 року — голова районної ради в селі Бабушері Сухумського повіту Абхазької АССР. У травні — листопаді 1925 року — завідувач політпросвітвідділу Сухумського повітового виконавчого комітету Абхазької АССР.
З листопада 1925 по січень 1927 року — червоноармієць 5-го грузинського стрілецького полку РСЧА в Кутаїсі.
У січні — грудні 1927 року — відповідальний інструктор Сухумського повітового комітету ЛКСМ Грузії.
Член ВКП(б) з вересня 1927 року.
У грудні 1927 — червні 1929 року — завідувач організаційного відділу Абхазького обласного комітету ЛКСМ Грузії.
У червня 1929 — травні 1930 року — голова дитячої комуністичної організації (ДКО) ЦК ЛКСМ Грузії в Тифлісі.
З травня по листопад 1930 року — інструктор відділу культурно-просвітницької роботи ЦК КП(б) Грузії.
З листопада 1930 по листопад 1931 року — секретар партійного колективу педагогічного інституту в Тифлісі.
У листопаді 1931 — червні 1932 року — заступник народного комісара землеробства Абхазької АРСР в Сухумі.
З червня 1932 по січень 1933 року — завідувач організаційного відділу Самтредського районного комітету КП(б) Грузії. З січня 1933 по січень 1934 року — завідувач організаційного відділу Зугдідського районного комітету КП(б) Грузії.
У січні 1934 — червні 1937 року — 1-й секретар Мартвільського (Гегечкорського) районного комітету КП(б) Грузії.
У червні — жовтні 1937 року — 1-й секретар Зугдідського районного комітету КП(б) Грузії.
У листопаді 1937 — березні 1940 року — в.о. 1-го секретаря, 1-й секретар Абхазького обласного і Сухумського міського комітетів КП(б) Грузії.
20 березня — 14 травня 1940 року — народний комісар лісової промисловості Грузинської РСР.
У травні 1940 — червні 1943 року — начальник Політичного управління Народного комісаріату землеробства Грузинської РСР і 1-й заступник народного комісара землеробства Грузинської РСР.
У червні 1943 — березні 1944 року — 1-й секретар Потійського міського комітету КП(б) Грузії.
У березні 1944 — 1951 року — 1-й секретар Аджарського обласного і Батумського міського комітетів КП(б) Грузії.
У 1949 році заочно закінчив педагогічний інститут при Тбіліському державному університеті, здобув фах викладача історії.  
Заарештований 13 травня 1952 року за звинуваченням у приналежності до «шпигунської і мінгрело-націоналістичної групи в Грузії». Був виключений із ВКП(б). У травні 1952 — квітні 1953 року знаходився під слідством у т.з. «мінгрельській справі». Реабілітований постановою слідчої частини з особливо важливих справ МВС СРСР 7 квітня 1953 року. Відновлений в КПРС рішенням ЦК КПРС від 10 квітня 1953 року.
У квітні — вересні 1953 року — завідувач сільськогосподарського відділу ЦК КП Грузії. З вересня 1953 по травень 1954 року не працював, проживав у Тбілісі.
З травня 1954 по червень 1956 року — директор Тбіліського холодокомбінату. З червня 1956 по грудень 1966 року —  директор холодильника № 1 в місті Тбілісі.
У грудні 1966 — серпні 1969 року — директор плодоовочевої бази Тбіліського харчоторгу. З серпня 1969 по липень 1971 року — керуючий контори «Грузпостачторг».
З липня 1971 по травень 1974 року — начальник управління матеріально-технічного постачання Міністерства торгівлі Грузинської РСР. Помер у Грузії в травні 1974 року.

## Нагороди
- орден Леніна
- орден Вітчизняної війни І ст.
- орден Трудового Червоного Прапора (24.02.1941)
- орден Червоної Зірки
- медаль «За оборону Кавказу»
- медаль «За перемогу над Німеччиною у Великій Вітчизняній війні 1941—1945 рр.»
- медаль «За доблесну працю у Великій Вітчизняній війні 1941—1945 рр.»
- медалі